# Robert Heindel
Robert Heindel (ur. 1 października 1938 w Toledo (Ohio), zm. 3 lipca 2005 w Guilford (Connecticut)) – amerykański malarz, ilustrator i scenograf najbardziej znany z obrazów, których tematem są taniec i sztuki sceniczne. W ciągu dwudziestu pięciu lat Heindel stworzył ponad 1300 obrazów. Jest opisywany jako najlepszy malarz tańca swoich czasów. 
Znani mecenasi tańca i sztuki scenicznej kolekcjonowali dzieła Heindla i sponsorowali jego wystawy. Do sponsorów jego prac należeli m.in. księżna Diana, księżniczka Małgorzata, księżna Karolina Hanowerska, para książęca Takamado, a także Andrew Lloyd Webber. 

## Życiorys
Heindel urodził się w Toledo, Ohio, był najstarszym z trzech adoptowanych synów Charlotte i Roberta Heindlów, przedstawicieli klasy robotniczej. Jego matka pracowała w lokalnej fabryce Jeepa, montując gaźniki. Jego ojciec był inżynierem i pianistą. Heindel zainteresował się malarstwem w młodym wieku, zachęcany przez swoich rodziców, ale zwłaszcza matkę, która uważała go za niezwykle uzdolnionego. W wieku 16 lat Heindel zapisał się do Famous Artists School, stając się ostatecznie jednym z jej najbardziej znanych absolwentów. 
Heindel poślubił Rosalie (Rose) Petres w 1959 r. Mieli trzech synów: Toby'ego (ur. 28 lutego 1960 r., zm. 20 września 1990 r.), Troya (ur. 1 grudnia 1961 r.) i Todda (ur. 7 września 1966 r.). 
Podczas swojej 25-letniej kariery ilustracyjnej Heindel przyjaźnił się z najlepszymi ilustratorami końca XX wieku, w tym z Bobem Peakem, Berniem Fuchsem, Markiem Englishem, Fredem Otnesem i Alanem E. Coberem. Wspólnie stworzyli doroczne wydarzenie edukacyjne o nazwie Warsztat ilustratora, poświęcone sztuce ilustracji i przeznaczone dla młodych twórców.

## Kariera
Heindel wspiął się na szczyty branży ilustracyjnej na początku lat 80., a jego prace pojawiały się w prawie każdym dużym czasopiśmie drukowanym, takim jak „Sports Illustrated”, „TV Guide”, „Ladies Home Journal”, „Saturday Evening Post", a także w tygodniku „Time”. Okładka magazynu „Time” autorstwa Heindla przedstawiająca ekonomistę Daniela Ellsberga znajduje się w stałej kolekcji The Smithsonian National Portrait Gallery. 

## Twórczość

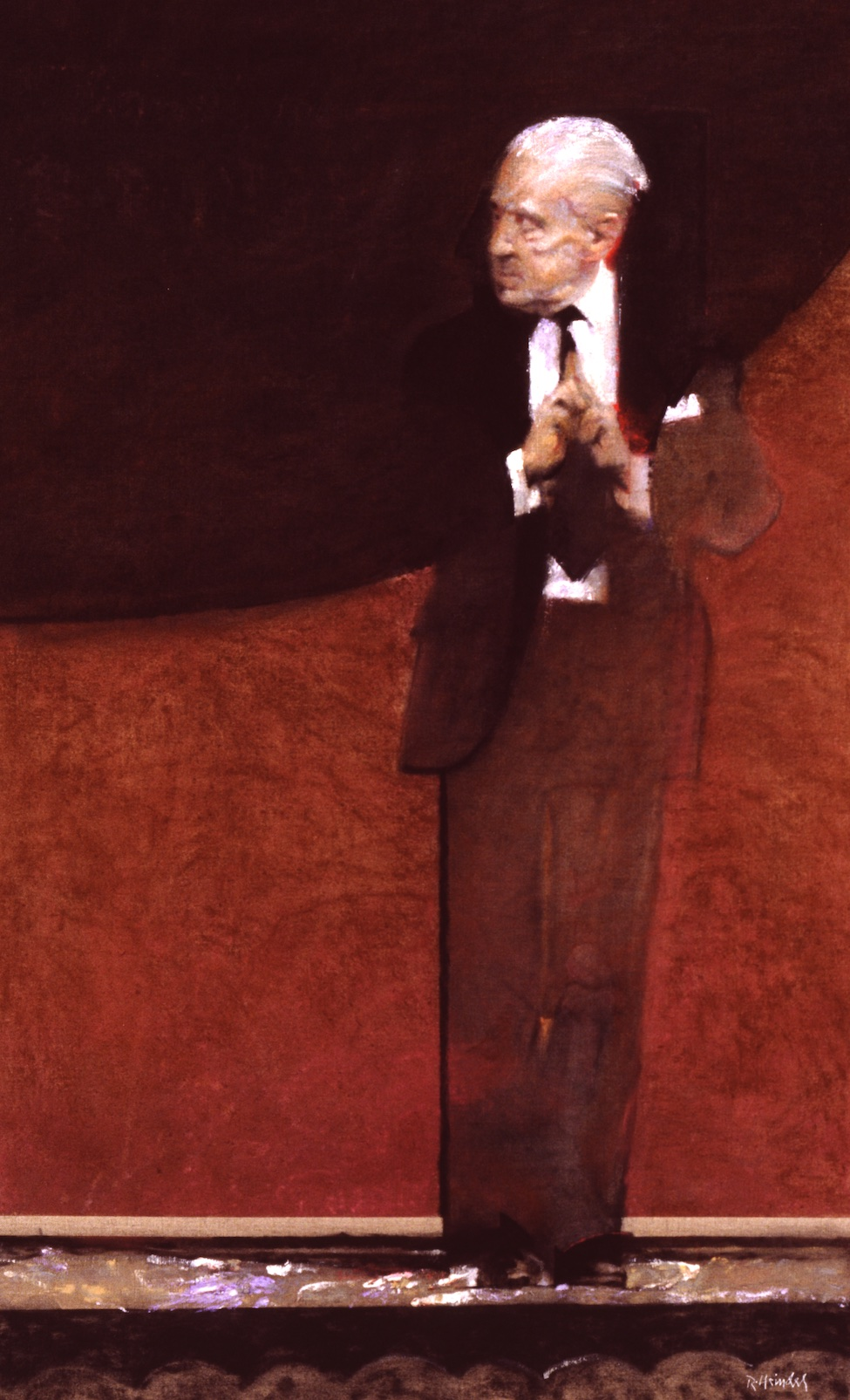
Sir Frederick Ashton, 1985, National Portrait Gallery, Londyn

W wieku 44 lat Heindel był uważany za zbyt dojrzałego, aby rozpocząć karierę jako twórca w dziedzinie sztuk pięknych, do której dostęp w dużej mierze ograniczany był przez nowojorskie galerie. Heindel przyjął strategię współpracy, która zapewniła mu dostęp do najlepszych tancerzy i firm działających na całym świecie. Spędził od roku do dwóch lat przygotowując się do swojej największej wystawy. Kilka miesięcy przed wejściem do studia malował, pracował z zespołem baletowym, ściśle współpracując z dyrektorem artystycznym, choreografem i głównymi tancerzami, obserwując i fotografując próby. Heindel rzadko tworzył obrazy z finalnych występów, wolał malować tancerzy podczas prób. 
Po zebraniu materiału Heindel wracał do swojej pracowni w Easton, gdzie przez sześć do dziewięciu miesięcy tworzył obrazy, uwieczniając główne tematy spektaklu. Wystawa od 30 do 100 obrazów i rysunków odbywała się w miejscu odgrywania spektaklu lub w jego pobliżu mniej więcej w tym samym czasie, co pierwszy występ.
Heindel został zatrudniony w 1987 roku przez Andrew Lloyda Webbera do utrwalania musicali Koty i Upiór w operze. 
W 1996 roku Heindel stworzył obrazy na temat kabuki. Okazją było wykonanie tańca Kabuki Yasuna w wykonaniu Onoego Kikugora VII. Historia Yasuny, która traci narzeczoną tuż przed ślubem, a następnie, oszalały ze smutku, błąka się wiosną po wsi w jedwabnym kimonie narzeczonej, była mu bliska ze względu na wspomnienie rozpaczy, jakiej doświadczył Heindel, gdy sześć lat wcześniej stracił syna Toby'ego .
„Zawsze jestem bardzo zainteresowany” - powiedział Heindel - „różnicami kulturowymi. Moje zaangażowanie w taniec i teatr zwykle oznacza, że jestem zaangażowany w działalność twórczą. W kulturze japońskiej najbardziej interesuję się tańcem. Jednak gdy zajmę się jednym z tematów, które nas dotykają, takimi jak miłość czy porażka, życie lub śmierć, nie odczuwam prawie żadnej różnicy między kulturami." Heindel próbował ująć świat kabuki w kontekście uniwersalnych tematów, łączących ludzkość i wykraczających poza Wschód lub Zachód.

## Śmierć
Robert Heindel zmarł w swoim domu w Guildfordzie, Connecticut 3 lipca 2005 r., po 10-letniej walce z rozedmą płuc. Pozostawił trzy niedokończone obrazy taneczne. Przed śmiercią Heindel powiedział, że kiedy nie będzie już mógł wspinać się po schodach do swojej pracowni, aby malować, oznaczać to będzie, że czas na odejście.